# Erich Axthammer
Erich Michael Axthammer (Mariahof, 3 de dezembro de 1920 — Andernach, 3 de dezembro de 2015) foi um oficial alemão que serviu na  durante a Segunda Guerra Mundial. Foi condecorado com a Cruz de Cavaleiro da Cruz de Ferro.

## Condecorações
- Cruz de Ferro (1939)
  - 2ª classe (10 de junho de 1943)
  - 1ª classe (10 de agosto de 1943)
- Distintivo de Voo do Fronte da Luftwaffe
  - em Bronze (1 de junho de 1942)
  - em Prata (6 de junho de 1943)
  - em Ouro (22 de julho de 1943)
  - em Ouro com Flâmula "530" (11 de agosto de 1944)
- Troféu de Honra da Luftwaffe (11 de outubro de 1943)
- Cruz Germânica em Ouro (14 de novembro de 1943) como Unteroffizier no 7./SG 1
- Cruz de Cavaleiro da Cruz de Ferro (28 de abril de 1945) como Feldwebel e piloto no Stab/SG 10